# Tour de la Comunidad Europea 1989
La 27.ª edición del Tour del Porvenir (nombre oficial en francés: Tour de la Communauté Européenne o en español Tour de la CEE) fue una carrera de ciclismo en ruta por etapas que se celebró entre el 7 y el 15 de septiembre de 1989 con inicio en Franconville (Francia) y final en Luxemburgo. La carrera recorrió un total de 3 países (Francia, Alemania Occidental y Luxemburgo) sobre una distancia total de 1424 kilómetros.
La carrera fue ganada por el ciclista francés Pascal Lino del equipo R.M.O.-Mavic-Libéria. El podio lo completaron los ciclistas franceses Laurent Bezault y Denis Roux ambos del equipo Toshiba.

## Equipos participantes
Tomaron parte en la carrera 23 equipos de 6 corredores cada uno de los cuales 11 fueron equipos nacionales amateurs y 12 equipos profesionales:
| Equipos profesionales (12) - 7 Eleven-Wamash - B.H. - Fagor - Histor-Sigma-Fina - Lotto-Vlaanderen-Jong-Mbk-Merckx - ONCE - R.M.O.-Mavic-Libéria - SEFB-Peugeot - Super U - Toshiba - T.V.M. - Z-Peugeot Equipos nacionales amateur (11) - Alemania Occidental - Bélgica - Checoslovaquia - Colombia - Estados Unidos - Francia - Noruega - Polonia - Portugal - Suiza - Unión Soviética |  |
| |  |

## Etapas
| Etapa     | Fecha     | Recorrido                      | Distancia (km) | Ganador                 | Líder           |
| --------- | --------- | ------------------------------ | -------------- | ----------------------- | --------------- |
| Prólogo   | 6 de sep  | Franconville – Franconville    | 3,5            | Francis Moreau          | Francis Moreau  |
| 1.ª etapa | 7 de sep  | Franconville – Épernay         | 177            | Peter de Clercq         | Remig Stumpf    |
| 2.ª etapa | 8 de sep  | Épernay – Charleville-Mézières | 127            | Bjarne Riis             | Peter de Clercq |
| 3.ª etapa | 8 de sep  | Charleville-Mézières – Sedán   | 21,5           | Toshiba                 | Remig Stumpf    |
| 4.ª etapa | 9 de sep  | Sedán – Houffalize             | 171            | Benjamin Van Itterbeeck | Remig Stumpf    |
| 5.ª etapa | 10 de sep | Houffalize – Coblenza          | 206,5          | Thierry Laurent         | Pascal Lino     |
| 6.ª etapa | 11 de sep | Coblenza – Wiesbaden           | 161            | Václav Toman            | Pascal Lino     |
| 7.ª etapa | 12 de sep | Colmar – Épinal                | 190            | Johan Bruyneel          | Pascal Lino     |
| 8.ª etapa | 13 de sep | Épinal – Sarreburgo            | 154,5          | Jacques Hanegraaf       | Pascal Lino     |
| 9.ª etapa | 14 de sep | Sarreburgo – Luxemburgo        | 190,5          | Vladimír Kozárek        | Pascal Lino     |

## Clasificaciones finales
Las clasificaciones finalizaron de la siguiente forma:

### Clasificación general
| Clasificación general |                     |                                  |                  |
| Ciclista              | Ciclista            | Equipo                           | Tiempo           |
| --------------------- | ------------------- | -------------------------------- | ---------------- |
| 1.º                   | Pascal Lino         | R.M.O.-Mavic-Libéria             | 37 h 02 min 13 s |
| 2.º                   | Laurent Bezault     | Toshiba                          | + 10 s           |
| 3.º                   | Denis Roux          | Toshiba                          | + 22 s           |
| 4.º                   | Peter de Clercq     | Lotto-Vlaanderen-Jong-Mbk-Merckx | + 27 s           |
| 5.º                   | Peio Ruiz Cabestany | ONCE                             | + 36 s           |
| 6.º                   | Johan Bruyneel      | SEFB-Peugeot                     | + 47 s           |
| 7.º                   | Éric Pichon         | Francia                          | + 1 min 01 s     |
| 8.º                   | Sammie Moreels      | Lotto-Vlaanderen-Jong-Mbk-Merckx | + 1 min 16 s     |
| 9.º                   | Johnny Weltz        | ONCE                             | + 1 min 24 s     |
| 10.º                  | Federico Echave     | B.H.                             | + 1 min 32 s     |

### Clasificación por puntos
| Clasificación por puntos |                      |                                  |        |
| Ciclista                 | Ciclista             | Equipo                           | Puntos |
| ------------------------ | -------------------- | -------------------------------- | ------ |
| 1.º                      | Peter de Clercq      | Lotto-Vlaanderen-Jong-Mbk-Merckx |        |
| 2.º                      | Remig Stumpf         | Toshiba                          |        |
| 3.º                      | Pello Ruiz Cabestany | ONCE (equipo ciclista)           |        |

### Clasificación de la montaña
| Clasificación de la montaña |                  |                   |        |
| Ciclista                    | Ciclista         | Equipo            | Puntos |
| --------------------------- | ---------------- | ----------------- | ------ |
| 1.º                         | Didier Virvaleix | Histor-Sigma-Fina |        |
| 2.º                         | Oliverio Rincón  | Colombia          |        |
| 3.º                         | Zenon Jaskuła    | Polonia           |        |

### Clasificación por equipos
| Clasificación por equipos |                                  |        |
| Equipo                    | Equipo                           | Tiempo |
| ------------------------- | -------------------------------- | ------ |
| 1.º                       | Toshiba                          |        |
| 2.º                       | Lotto-Vlaanderen-Jong-Mbk-Merckx |        |
| 3.º                       | R.M.O.-Mavic-Libéria             |        |